# La Bâtie-Rolland
Pour les articles homonymes, voir Rolland et Bâtie.
La Bâtie-Rolland est une commune française, située dans le département de la Drôme en région Auvergne-Rhône-Alpes.
Ses habitants, longtemps dénommés Bastidois, sont désormais appelés Bâtisiens[réf. nécessaire].

## Géographie

### Situation et description
La Bâtie-Rolland se trouve à 10 km à l'est de Montélimar.

### Hydrographie
La commune est parcourue par le Roubion, le Manson, le Vermenon et le Jabron.

### Climat
Pour des articles plus généraux, voir Climat d'Auvergne-Rhône-Alpes et Climat de la Drôme.
En 2010, le climat de la commune est de type climat méditerranéen franc, selon une étude du CNRS s'appuyant sur une série de données couvrant la période 1971-2000. En 2020, Météo-France publie une typologie des climats de la France métropolitaine dans laquelle la commune est exposée à un climat méditerranéen et est dans la région climatique  Provence, Languedoc-Roussillon, caractérisée par une pluviométrie faible en été, un très bon ensoleillement (2 600 h/an), un été chaud (21,5 °C), un air très sec en été, sec en toutes saisons, des vents forts (fréquence de 40 à 50 % de vents > 5 m/s) et peu de brouillards. 
Pour la période 1971-2000, la température annuelle moyenne est de 13,2 °C, avec une amplitude thermique annuelle de 17,9 °C. Le cumul annuel moyen de précipitations est de 867 mm, avec 6,9 jours de précipitations en janvier et 4 jours en juillet. Pour la période 1991-2020, la température moyenne annuelle observée sur la station météorologique de Météo-France la plus proche, « Montboucher-S-Jabron » sur la commune de Montboucher-sur-Jabron à 4 km à vol d'oiseau, est de 13,6 °C et le cumul annuel moyen de précipitations est de 915,0 mm,. Pour l'avenir, les paramètres climatiques de la commune estimés pour 2050 selon différents scénarios d'émission de gaz à effet de serre sont consultables sur un site dédié publié par Météo-France en novembre 2022.

## Urbanisme

### Typologie
Au 1er janvier 2024, La Bâtie-Rolland est catégorisée bourg rural, selon la nouvelle grille communale de densité à 7 niveaux définie par l'Insee en 2022.
Elle est située hors unité urbaine. Par ailleurs la commune fait partie de l'aire d'attraction de Montélimar, dont elle est une commune de la couronne,. Cette aire, qui regroupe 45 communes, est catégorisée dans les aires de 50 000 à moins de 200 000 habitants,.

### Occupation des sols
L'occupation des sols de la commune, telle qu'elle ressort de la base de données européenne d’occupation biophysique des sols Corine Land Cover (CLC), est marquée par l'importance des territoires agricoles (89,4 % en 2018), en diminution par rapport à 1990 (90,9 %). La répartition détaillée en 2018 est la suivante : terres arables (74,3 %), zones agricoles hétérogènes (15 %), forêts (6 %), zones urbanisées (4,7 %). L'évolution de l’occupation des sols de la commune et de ses infrastructures peut être observée sur les différentes représentations cartographiques du territoire : la carte de Cassini (XVIIIe siècle), la carte d'état-major (1820-1866) et les cartes ou photos aériennes de l'IGN pour la période actuelle (1950 à aujourd'hui).

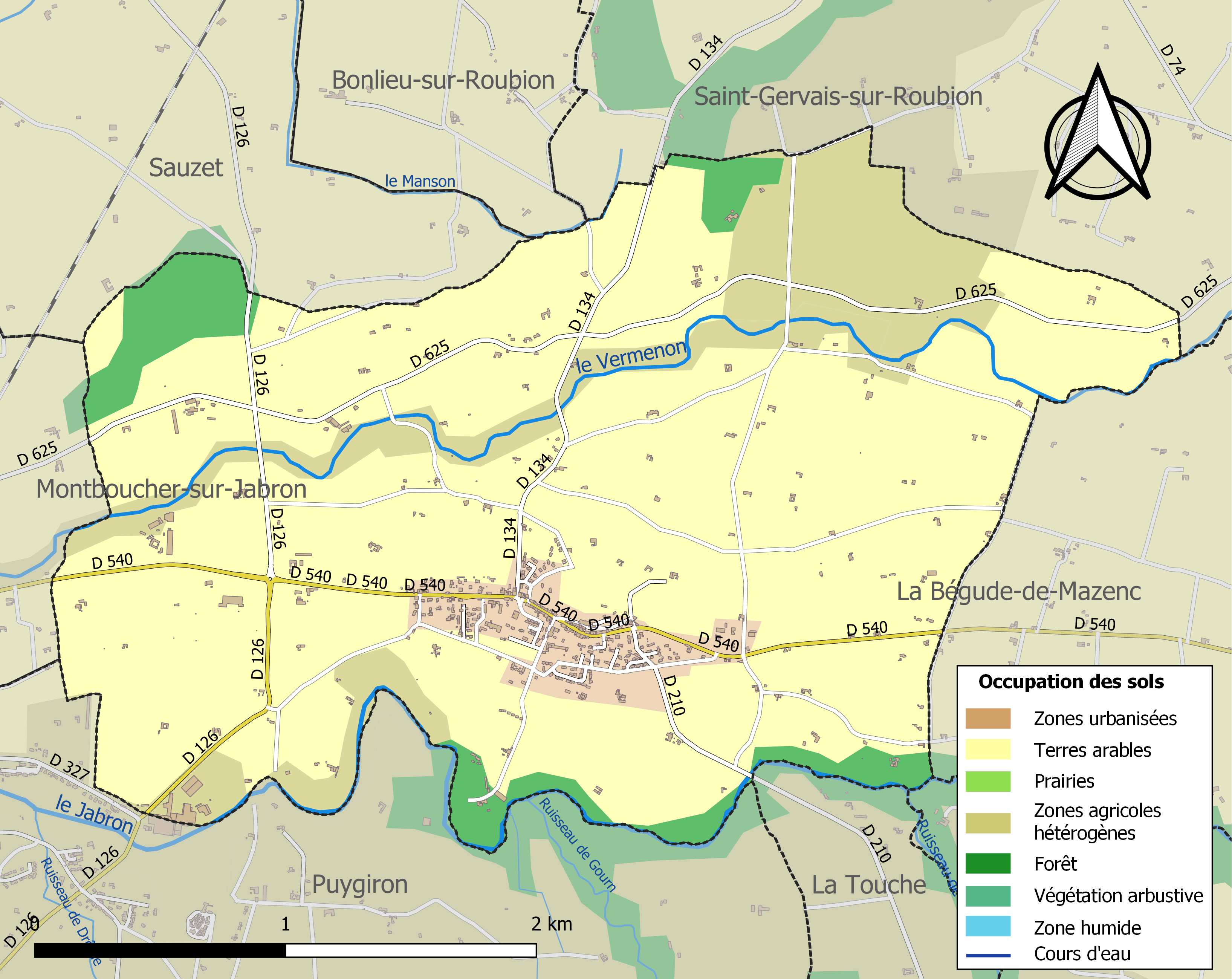
Carte des infrastructures et de l'occupation des sols de la commune en 2018 (CLC).

### Morphologie urbaine
La commune est établie autour d'une colline située au centre de la plaine de la Valdaine.

#### Quartiers, hameaux et lieux-dits
Site Géoportail (carte IGN) :

### Voies de communication et transports
La commune est desservie quotidiennement par la ligne de bus reliant Montélimar à Valréas. Un bus scolaire, organisé par la municipalité, dessert le collège de Montélimar.

## Toponymie

### Attestations
Dictionnaire topographique du département de la Drôme :
- 1272 : castrum de Bastida (cartulaire de Montélimar, 21) ;
- 1332 : Bastida Rollani (Gall. christ., XVI, 130) ;
- 1336 : Bastida Rollandi (cartulaire de Montélimar, 43) ;
- 1509 : mention de l'église Sainte-Marie-Magdeleine : ecclesia Beate Marie Magdalene Bastide Rollandi (visites épiscopales) ;
- 1595 : La Bastie Rolland (inventaire de la chambre des comptes) ;
- 1891 : La Bâtie-Rolland, commune du canton de Marsanne.

### Étymologie
La « Bâtie » signifie la « maison forte » (étymologie commune à bastion, bastide, bastille, etc.). Au début du IXe siècle, un château-fort aurait été construit par Lambert Rolland. La Bâtie-Rolland est donc très simplement le lieu où se trouvait la maison forte de Rolland[réf. nécessaire].

## Histoire
Pour un article plus général, voir Histoire de la Drôme.
Ancien village fortifié dominé par le château édifié au XIIe siècle par Lambert Rolland, qui donna son nom au village. Le fief et les terres demeurèrent la propriété des descendants de Lambert Rolland jusqu'à la fin du XIVe siècle. Après la mort sans postérité de Giraud de La Bastie, sa femme légua ses biens à son frère Pierre de Cornillan, lequel les constitua en dot de sa fille Brunissande lorsqu'elle épousa Humbert de Beaumont en 1420. Jusqu'en 1589, ce fief et ces terres demeurèrent dans la famille de Beaumont, année où ils furent vendus au capitaine Louis de Blain-Marcel, seigneur du Poët. L'ensemble fut revendu en 1769 à Antoine Dejean de Caderousse, titulaire de la charge de Conseiller Secrétaire du Roi au Parlement de Grenoble, lequel accola le nom de ce fief à son patronyme.
Si la partie haute du château est ruinée dès le XVIIe siècle, le village reste confiné dans l'enceinte fortifiée, l'entrée du village étant défendue par un important bâtiment construit lui aussi au XIIe siècle mais profondément remanié au XVIe siècle, flanqué néanmoins d'une tour gardant l'unique accès au village.
Ce village d'origine est aujourd'hui lui aussi détruit, les habitants ayant, selon une pratique courante dans la région à cette époque, démonté leur maison dans les années 1870-1900 pour la reconstruire dans la plaine, le long de la route de Dieulefit et de l'ancienne voie de chemin de fer du « Picodon » afin d'avoir un accès plus aisé à l'eau, puis, très rapidement, à l'électricité installée dans le village dans les toutes premières années du XXe siècle.
Au cours de la Seconde Guerre mondiale, la colline dominant le village est à plusieurs reprises le lieu de combats meurtriers avec l'armée italienne pour la prise de cette place qui permettait de contrôler l'ensemble de la Valdaine.
En raison de la proximité de Montélimar, ce village connaît une importante croissance de sa population depuis les années 1980.

## Politique et administration

### Liste des maires
| Période                                                                      | Période                   | Identité                           | Étiquette | Qualité                    |
| ---------------------------------------------------------------------------- | ------------------------- | ---------------------------------- | --------- | -------------------------- |
| Les données manquantes sont à compléter. : de la Révolution au Second Empire |                           |                                    |           |                            |
| 1790                                                                         | 1871                      | ?                                  |           |                            |
| Les données manquantes sont à compléter. : depuis la fin du Second Empire    |                           |                                    |           |                            |
| 1871                                                                         | 1874                      | ?                                  |           |                            |
| 1874                                                                         | 1878                      | ?                                  |           |                            |
| 1878                                                                         | 1884                      | ?                                  |           |                            |
| 1884                                                                         | 1888                      | ?                                  |           |                            |
| 1888                                                                         | 1892                      | ?                                  |           |                            |
| 1892                                                                         | 1896                      | ?                                  |           |                            |
| 1896                                                                         | 1900                      | ?                                  |           |                            |
| 1900                                                                         | 1904                      | ?                                  |           |                            |
| 1904                                                                         | 1908                      | ?                                  |           |                            |
| 1908                                                                         | 1912                      | ?                                  |           |                            |
| 1912                                                                         | 1919                      | ?                                  |           |                            |
| 1919                                                                         | 1925                      | ?                                  |           |                            |
| 1925                                                                         | 1929                      | ?                                  |           |                            |
| 1929                                                                         | 1935                      | ?                                  |           |                            |
| 1935                                                                         | 1945                      | ?                                  |           |                            |
| 1945                                                                         | 1947                      | ?                                  |           |                            |
| 1947                                                                         | 1953                      | ?                                  |           |                            |
| 1953                                                                         | 1959                      | ?                                  |           |                            |
| 1959                                                                         | 1965                      | ?                                  |           |                            |
| 1965                                                                         | 1971                      | ?                                  |           |                            |
| 1971                                                                         | 1977                      | ?                                  |           |                            |
| 1977                                                                         | 1983                      | Pierre Nicolas                     | PS        | directeur d'école publique |
| 1983                                                                         | 1989                      | Pierre Nicolas                     |           | maire sortant              |
| 1989                                                                         | 1995                      | Pierre Nicolas                     |           | maire sortant              |
| 1995                                                                         | 2001                      | Pierre Nicolas                     |           | maire sortant              |
| 2001                                                                         | 2008                      | Robert Léopold                     |           |                            |
| 2008                                                                         | 2014                      | Robert Léopold                     |           | maire sortant              |
| 2014                                                                         | 2020                      | Pascal Beynet                      |           | fonctionnaire              |
| 2020                                                                         | En cours (au 8 nov. 2022) | Pascal Beynet[source insuffisante] |           | maire sortant              |

## Population et société

### Démographie
En 1793, la population de cette commune était de 392 âmes.
L'évolution du nombre d'habitants est connue à travers les recensements de la population effectués dans la commune depuis 1793. Pour les communes de moins de 10 000 habitants, une enquête de recensement portant sur toute la population est réalisée tous les cinq ans, les populations de référence des années intermédiaires étant quant à elles estimées par interpolation ou extrapolation. Pour la commune, le premier recensement exhaustif entrant dans le cadre du nouveau dispositif a été réalisé en 2007.

En 2022, la commune comptait 1 068 habitants, en évolution de +6,69 % par rapport à 2016 (Drôme : +2,64 %, France hors Mayotte : +2,11 %).
| 1793 | 1800 | 1806 | 1821 | 1831 | 1836 | 1841 | 1846 | 1851 |
| ---- | ---- | ---- | ---- | ---- | ---- | ---- | ---- | ---- |
| 459  | 531  | 569  | 628  | 685  | 758  | 776  | 780  | 807  |

| 1856 | 1861 | 1866 | 1872 | 1876 | 1881 | 1886 | 1891 | 1896 |
| ---- | ---- | ---- | ---- | ---- | ---- | ---- | ---- | ---- |
| 788  | 759  | 754  | 736  | 666  | 630  | 597  | 622  | 604  |

| 1901 | 1906 | 1911 | 1921 | 1926 | 1931 | 1936 | 1946 | 1954 |
| ---- | ---- | ---- | ---- | ---- | ---- | ---- | ---- | ---- |
| 562  | 601  | 540  | 482  | 483  | 475  | 478  | 501  | 488  |

| 1962 | 1968 | 1975 | 1982 | 1990 | 1999 | 2006 | 2007 | 2012 |
| ---- | ---- | ---- | ---- | ---- | ---- | ---- | ---- | ---- |
| 577  | 578  | 603  | 637  | 712  | 814  | 895  | 906  | 900  |

| 2017  | 2022  | - | - | - | - | - | - | - |
| ----- | ----- | - | - | - | - | - | - | - |
| 1 029 | 1 068 | - | - | - | - | - | - | - |

### Enseignement
La Bâtie-Rolland dépend de l'académie de Grenoble. Les élèves commencent leurs études à l'école primaire du village. Les collégiens se rendent à Montélimar, comme les lycéens.

### Santé
La commune dispose d'un cabinet de deux infirmières. Il n'y a aucun médecin généraliste. Les plus proches hôpitaux se situent à Montélimar.

### Manifestations culturelles et festivités
- Fête patronale : dernier dimanche de juillet / Fête communale : premier dimanche de mai[25].

### Sports
- Équitation[25].
- Football en entente avec d'autres villages aux alentours (Montboucher-sur-Jabron, Espeluche).

### Médias
Le territoire de la commune se situe dans l'aire de diffusion de plusieurs médias :
- Pour la presse écrite
  - Le Dauphiné libéré, quotidien régional qui consacre, chaque jour, y compris le dimanche, dans son édition de « Romans et Drôme des collines » un ou plusieurs articles à l'actualité du canton et de la commune, ainsi que des informations sur les éventuelles manifestations locales, les travaux routiers, et autres événements divers à caractère local.
  - L'Agriculture Drômoise, journal d'informations agricoles et rurales, couvre l'ensemble du département de la Drôme.
  - Drôme Hebdo (ancien Peuple Libre), hebdomadaire chrétien d'informations.
- Pour la presse audio-visuelle
  - Ici Drôme Ardèche est une radio publique diffusée sur son territoire et celui du département.

### Cultes
La communauté catholique et l'église de la commune sont rattachées à la Paroisse Paroisse Sainte Anne sur Roubion et Jabron qui dépend du diocèse de Valence, doyenné de Cléon-d'Andran.

## Économie

### Agriculture
En 1992 : Lavande, polyculture, bovins, ovins.
La commune accueille le siège social de l'union de coopératives Top Semence, spécialisée dans la production de semences.

### Commerce et artisanat
- Une boulangerie-pâtisserie[28].
- Un salon de coiffure[29].
- Plusieurs artisans du BTP[30], et du jardin[31],[32].

### Tourisme
- Vue étendue sur la plaine[25].

## Culture locale et patrimoine

### Lieux et monuments

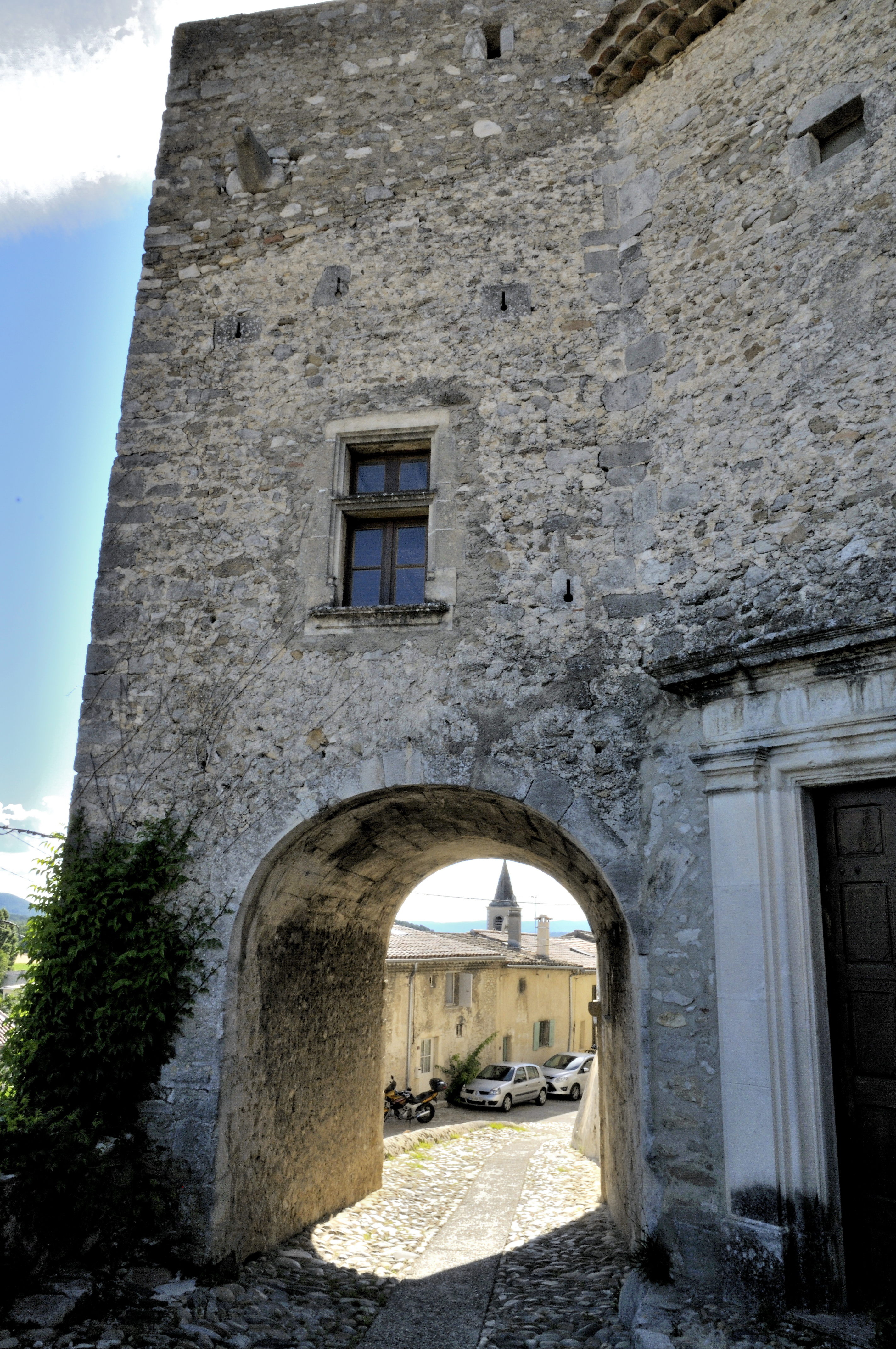
Vieille porte d'accès au château.

- Château-fort : ses ruines occupent la colline (notamment la tour qui domine le village). Il aurait été érigé au début du IXe siècle par Lambert Rolland[réf. nécessaire].

Château (ruiné) du XIIe siècle[réf. nécessaire].
- Église Saint-Roch (ruinée) du XIIe siècle (ancienne chapelle du château)[réf. nécessaire].

Ancienne église paroissiale, dédiée à saint Roch. Elle est située sur la colline du châtelas, aux pieds de l'ancien château-fort. Abandonnée en 1860, elle est aujourd'hui en ruine. Les claveaux de l'arc donnant accès au chœur (non effondré) gardent de belles peintures murales aujourd'hui assez dégradées (site fermé au public)[réf. nécessaire].
- Chapelle Saint-Andéol au cimetière (XIIe siècle au XIVe siècle) : art roman provençal, nef unique à trois travées, décor végétal, porche en arc brisé. Bâtiment classé (MH)[25].
- Oratoire « Le Romain » : bas-relief[25].
- Château de La Bâtie-Rolland (propriété privée).
- Fermes fortes[25].
- L'église actuelle (XIXe siècle) est dédiée à « Notre-Dame-des-Victoires » et non pas à « saint Roch », contrairement à une idée largement répandue au niveau local, y compris paroissial. L'autel situé dans le transept ouest dédié à « Notre-Dame des Victoires » en témoigne, ainsi que les procès-verbaux des visites canoniques des curés de la fin du XIXe siècle et du début du XXe siècle. Le choix de ce vocable est lié au développement du culte de Notre-Dame des Victoires, lancé par l'abbé Charles-Éléonore Dufriche-Desgenettes en la basilique Notre-Dame-des-Victoires de Paris à partir de 1840. L'église, de style néo-roman, présente peu d'intérêt architectural[réf. nécessaire].

### Héraldique, logotype et devise
| Blason de La Bâtie-Rolland | Blason  | Au champ d'or à deux mains au naturel issant des pointes de l'écu, au chef d'azur chargé d'un croissant d'argent accosté de 2 étoiles du même. |
| Blason de La Bâtie-Rolland | Détails | Le statut officiel du blason reste à déterminer.                                                                                               |